# Francisco Zulueta
Francisco C. Zulueta (Molo, 21 augustus 1891 - Mount Makaturing, 18 mei 1947) was een Filipijns rechter en senator. Ook was hij minister van binnenlandse zaken van het Gemenebest van de Filipijnen.

## Biografie
Francisco Zulueta werd geboren op 21 augustus 1891 in Molo, tegenwoordig een district in de Filipijnse stad Iloilo City. Zijn ouders waren Evaristo Zulueta en Atilana Casten. Na het behalen van een Bachelor of Arts-diploma aan de Ateneo Municipal de Manila studeerde Zulueta rechten aan de Escuela de Derecho de Manila. Hij voltooide de bachelor-opleiding in werkte aansluitend als stenograaf en klerk voor het Court of First Instance van Manilla. In 1920 volgde een promotie tot aanklager (fiscal) van Antique. In 1922 werd hij overgeplaatst naar Capiz en in 1924 naar Negros Occidental.
Na vijf jaar werkzaam te zijn geweest als aanklager in Negros Occidental werd Zulueta op 11 juni 1929 benoemd tot hulprechter van een Court of First Instance. Later dat jaar werd Zulueta bij speciale verkiezingen namens het 8e Senaatsdistrict gekozen tot opvolger van de overleden Mariano Yulo in de Senaat van de Filipijnen. Omdat hij bij de verkiezingen werd gesteund door zowel de "antis" als de "cons" (de twee fracties van de Nacionalista Party) werd hij de enige senator uit de geschiedenis van de Filipijnen, die werd verkozen zonder tegenstander. In de Senaat was Zulueta voorzitter van de commissie van benoemingen en de commissie van gezondheid. Bij de verkiezingen van 1931 werd hij herkozen met een termijn tot 1934. 
Datzelfde jaar werd hij benoemd tot rechter van een Court of First Instance in Zamboanga en Sulu. In juni 1936 werd Zulueta benoemd tot rechter van het Court of First Instance in Cavite. Ook was hij rechter van het Court of Industrial Relations. Van 1939 tot de inval van de Japanners bij het begin van de Tweede Wereldoorlog was Zulueta minister van binnenlandse zaken van het Gemenebest van de Filipijnen. Tijdens de Japanse bezetting in de Tweede Wereldoorlog was Zulueta een van de belangrijkste leden van het Nationaal Assemblee. Hij was in deze periode van 1943 tot 1944 Floor Leader van dit parlement. 
Na de oorlog was Zulueta de manager van het National Land Settlement Administration. Tijdens de uitoefening van deze functie, overleed Zulueta in 1947 op 55-jarige leeftijd bij een vliegtuigongeluk. Het militair transportvliegtuig waarin hij zat, stortte neer op Mount Makaturing in Lanao. Alle 17 inzittenden waaronder ook de commandant van de Filipijnse luchtmacht, kolonel Edwin Andrews, kwam daarbij om het leven. Zulueta was getrouwd met Paula Menchaca. Zijn jongere broer Jose Zulueta was onder meer afgevaardigde, gouverneur van Iloilo en senator.